# Mikołaj Kreza
Mikołaj Kreza herbu Ostoja (ur. ok. 1500, zm. przed 1574) – rotmistrz królewski.
Był drugim synem Mikołaja Krezy starosty lwowskiego i przemyskiego oraz jego żony Doroty. Odziedziczył po ojcu klucz bobolicki. W 1519 w bitwie pod Sokalem dostał się do niewoli tatarskiej, z której powrócił po trzech latach.
Poślubił przed 1540 Annę, córkę Hieronima Szafrańca, starosty chęcińskiego, po kądzieli wnuczkę Zygmunta I Starego. Z tego małżeństwa pochodzili:
- Jan, mąż księżniczki Sanguszkówny, z którą miał syna Aleksandra,
- Marcin,
- Jakub,
- Katarzyna,
- Anna.

W dniu 16 marca 1574 r. synowie nieżyjących już Mikołaja i Anny z Szafrańców Krezów dokonali w Krakowie podziału dóbr po rodzicach. Według prof. Z. Anusika z Uniwersytetu Łódzkiego Krezowie pieczętowali się herbem Przeginia.